# Repszeg

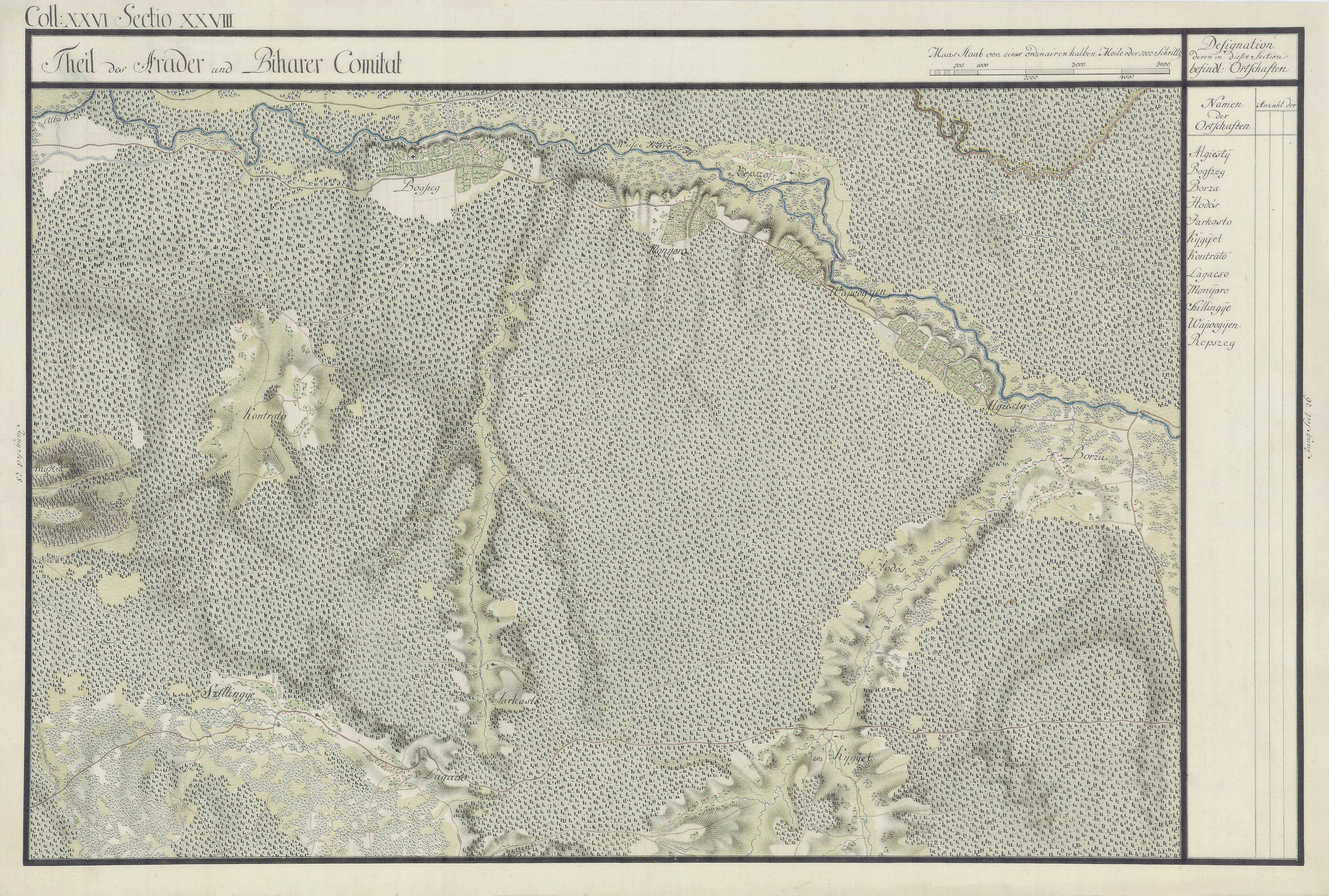
Repszeg egy régi térképen

Repszeg (Răpsig), település Romániában, a Partiumban, Arad megyében.

## Fekvése
Borossebestől északnyugatra fekvő település.

## Története
1910-ben 1398 lakosából 1255 román, 97 magyar, 20 német volt. Ebből 1237 görögkeleti ortodox, 88 római katolikus, 32 görögkatolikus volt.
A trianoni békeszerződés előtt Arad vármegye Borosjenői járásához tartozott.